# Мешочница Плигинского
Мешочница Плигинского (лат. Eumelasina pliginskii) — вид бабочек из семейства мешочницы (Psychidae). Видовое название дано в честь русского и советского энтомолога Владимира Григорьевича Плигинского — исследователя насекомых Крыма и специалиста по систематике жуков. Вид первоначально был описан по двум самцам и самке, которые были собраны Плигинским в окрестностях Севастополя.

## Описание
Длина переднего крыла 7—8 мм. Размах крыльев 18—20 мм. Как и у всех видов мешочниц выражен половой диморфизм — самки бескрылые. Длина тела самок 10—12 мм. Брюшко чёрно-бурого цвета с более светлыми волосками на конце сегментов, образующими неясные перевязи. Окраска передних крыльев чёрно-бурого цвета, с чётким, беловато-жёлтым рисунком, образованным светлыми прямоугольниками и пятнами, расположенными между жилками. Голова короткая, покрыта длинными шелковистыми, серыми или беловатыми сверху и чёрно-бурыми снизу, волосками. На лбу эти волоски образуют большую, торчащую вперёд кисть. Усики гребенчатые, несколько длиннее одной трети от длины переднего крыла. Грудь густо покрыта волосками, сверху — бурыми, снизу — почти черными. Ноги покрыты чёрно-бурыми волосками. Вершинный угол передних крыльев тупой и округлый, внешний край — почти прямой. Задние крылья практически чёрные, отливают бурым. Нижняя сторона передних крыльев чёрно-бурого цвета с просвечивающими, светлыми пятнами. Задние крылья на нижней стороне почти чёрные.
Самка чёрно-бурого цвета, покрыта негустыми волосками. Грудь самки имеет большие рудименты крыльев, на которых выделяются волоски и остатки жилкования. Ноги хорошо развиты, почти голые, чёрно-бурого цвета, блестящие. Лапки пятичлениковые, покрыты короткими бурыми волосками. Последние сегменты брюшка, начиная с восьмого, образуют яйцеклад.

## Ареал
Эндемик Горного Крыма. Вид приурочен к скальным выходам преимущественно южных, юго-западных и юго-восточных экспозиций, с изреженным травостоем и одиночными древесно-кустарниковыми растениями (нагорно-ксерофитной растительности). Встречается на высотах 400—500 м н.у.м., на Ай-Петри — на высоте около 1200 м н.у.м.

## Биология
Время лёта — конец июля-август. Бабочки активны в солнечную погоду — в самые жаркие часы. Самцы летают низко над землей в поисках самок, при этом опускаясь на отдых через каждые 10—15 м. У самок отмечается относительно высокая активность — они покидают чехлики и активно передвигаются.
Зимует гусеница, возможно дважды. Весной гусеницы появляются в конце апреля. Гусеницы являются облигатными хортофилами и полифагами. Отмечено их питание на асфоделине крымской (Asphodeline taurica), подмареннике Биберштейна (Galium biebershteinii), васильке восточном (Centaurea orientalis) и очитке красном (Sedum rubrum). Гусеницы живут в плотных чехликах, построенных из белого шёлка. Они имеют вид трубочек, суженных к переднему концу. Длина чехликов взрослых гусениц самцов достигает 19—21 мм, самок — 14—18 мм. Поверхность чехликов белого цвета, покрыта песчинками кварца и фрагментами раковин наземных моллюсков, которые расположены перламутровой поверхностью наружу. Обломки раковин неправильной формы и имеют размер до 1 мм и более. В отличие от других видов для мешочницы Плигинского характерна не зимняя, а летняя диапауза. Перед окукливанием гусеницы прикрепляют чехлики к горизонтальной поверхности камней. Фаза куколки протекает около полутора месяцев.